# Конча Буйка
Конча Буйка (на испански: Concha Buika; ) е испанска певица, композиторка и аранжорка.
Съчетава в музиката си елементи от стиловете фламенко, джаз, кубинско болеро, копла, танго, соул, румба и болерия. Нейният албум Niña de Fuego е номиниран през 2008 г. за наградата Грами за латино музика, в категория „Албум на годината“. Носител е на 2 награди „Premios de la Musica“.

## Биография
Родена е в Палма де Майорка на 11 май 1972 г. Семейството ѝ е от Екваториална Гвинея. На остров Майорка израства сред цигани, като тя е единствената чернокожа в квартала.
През 90-те години на 20 век Буйка участва в разни продукции, като Ombra на La Fura dels Baus и филмовата музика на испанския филм km.O. По същото време тя композира няколко песни, сред които „Ritmo para você“, „Up to the Sky“ и „Loving You“.
От ноември 2000 до март 2001 г., пее в Лас Вегас в казината Luxor, Harrah's и Gold Coast, като интерпретатор на музиката на Тина Търнър. Тя има изпълнения на фестивала Blue Note с Рейчъл Феръл (Rachelle Ferrell).
Освен комбинирането на множество традиционни стилове в музиката си, Буйка е вокалист на хаус песни за продуцента Дейвид Пен (David Penn) и Диджей Чус (DJ Chus).
Албумът „El Último Trago (Последното питие)“ е записан с кубинския пианист Чучо Валдес и посветен на латиноамериканската певица Чавела Варгас (Chavela Vargas), като е вдъхновен от юбилейния концерт в нейна чест. Режисьорът Педро Алмодовар организира 90-годишнината на Чавела в Хавана, като за шоуто избира Буйка като най-подходящ глас за песните на Чавела. „El Último Trago“ е представен на 11 ноември 2009 г. в Париж, а Чавела Варгас нарича Буйка „моята черна дъщеря“. Педро Алмодовар казва за Буйка: „Когато пее, Буйка ме кара да изтръпвам, нейната отдаденост на музиката веднага покорява. Буйка е от линията на онези певици като Едит Пиаф, Нина Симон, Чавела Варгас каквито вече рядко се срещат.“
Конча Буйка изнася концерт в София на 17 април 2010 г. в зала 1 на НДК с подкрепата на посолството на Кралство Испания, а концертът е по повод на председателството на ЕС от Испания.
Попитана как би дефинирала себе си, тя отговаря „Аз съм трисексуална, три-фазова и триизмерна.“. Тя е майка на един син.

## Дискография
- Buika (2005)
- Mi Niña Lola (2006)
- Niña de Fuego (2008)
- El Último Trago (2009)
- En mi piel (2011, сборен албум)

## Филмография
- „Кожата, в която живея“ (2011)